# Sonja Jógvansdóttir
Sonja J. Jógvansdóttir (* 9. November 1977 in Tórshavn) ist eine färöische Politikwissenschaftlerin und Politikerin. Sie wurde Anfang September 2015 als Abgeordnete der Sozialdemokraten in das färöische Løgting gewählt und trat am ersten Arbeitstag der Landesregierung Aksel V. Johannesen (2015–2019) aus dem sozialdemokratischen Javnaðarflokkurin aus, um als unabhängige Abgeordnete innerhalb der Koalition weiterzuarbeiten.

## Leben
Sonja Jógvansdóttir ist die Tochter von Jógvan Finnur Poulsen und Jónvør Hansdóttir und stammt aus Fuglafjørður.

### Ausbildung und Beruf
Am Schulzentrum in Kambsdalur machte sie 1997 ihren Abschluss. Anschließend studierte sie bis 2002 Politikwissenschaften an der Universität in Edinburgh. Von 2002 bis 2004 arbeitete sie für die ehemalige färöische Tageszeitung Dimmalætting. Von 2005 bis 2006 war sie bei der färöischen EU-Vertretung tätig. Seit 2006 arbeitet sie als Koordinatorin beim färöischen Gewerkschaftsverbund Samtak.

### Politik
Bei den Wahlen zum Løgting am 1. September 2015 wurde sie als sozialdemokratische Abgeordnete ins färöische Parlament gewählt und erhielt mit 1.020 persönlichen Stimmen das zweitbeste Ergebnis bei den Sozialdemokraten gleich nach Aksel V. Johannesen und das drittbeste persönliche Ergebnis aller Parteien. Sonja Jógvansdóttir ist die erste färöische Parlamentsabgeordnete, die sich öffentlich zu ihrer Homosexualität bekannt hat. Sie ist Mitbegründerin von LGBT Føroyar. Eines ihrer erklärten politischen Ziele ist die Änderung des bestehenden Eheschließungsgesetzes auf den Färöern, weshalb sie einer Koalition mit dem streng religiösen Miðflokkurin ablehnend gegenübersteht.
Austritt aus dem Javnaðarflokkurin
Am späten Abend des 15. September 2015, dem ersten Arbeitstag der neuen Koalitionsregierung, teilte Sonja Jógvansdóttir mit, dass sie aus dem sozialdemokratischen Javnaðarflokkurin austrete und somit nicht mehr Teil der Parlamentsfraktion sei. Sie wolle aber als unabhängige Abgeordnete weiterhin die Koalitionsregierung unterstützen. Als Begründung für ihren Austritt gab sie ihre Unzufriedenheit damit an, dass die Gesetzesänderung zur bürgerlichen Eheschließung von Gleichgeschlechtlichen nicht ausdrücklich im Koalitionsvertrag erwähnt wurde und dass es innerhalb der sozialdemokratischen Fraktion einer lautstarken Minderheit gelungen sei, diese Gesetzesänderung von der Tagesordnung zu verdrängen. Da sie ihr ganzes politisches Leben auf diese Gesetzesänderung hingearbeitet habe, könne sie deshalb nicht weiter Mitglied dieser Partei sein.
Aksel V. Johannesen, Ministerpräsident und Vorsitzender der Sozialdemokraten, bedauerte den Austritt von Sonja Jógvansdóttir, wies jedoch gleichzeitig darauf hin, dass sich an der Koalitionsstärke von 17 Abgeordneten nichts ändere, da Sonja zugesagt habe als unabhängige Abgeordnete weiterhin die Koalition zu stützen.
Sonja Jógvansdóttir ist damit die zweite Abgeordnete, die nach der Wahl am 1. September 2015 aus ihrer Partei ausgetreten ist. Zuvor hatte Annika Olsen am 9. September den Fólkaflokkurin verlassen, sie gehört seitdem als unabhängige Abgeordnete dem Løgting an.

## Privatleben
Sonja Jógvansdóttir lebt gemeinsam mit ihrer Lebenspartnerin Annlis Bjarkhamar in Tórshavn.